# Vía Prenestina

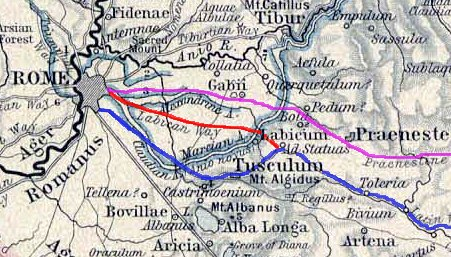
Vía Prenestina, trazada en violeta.

La Vía Prenestina (Via Praenaestina en latín) era una antigua calzada romana que partía desde la Puerta Esquilina de Roma y llegaba hasta Palestrina (Præneste). No se sabe cuándo fue construida, pero probablemente ya existía en el año 280 a. C., o por lo menos existía un camino pavimentado de manera regular. 
La primera parte, cerca de 25 km de Roma a Gabii, se conocía como la vía Gabinia, nombre que después cayó en desuso. Se prolongaba hasta Anagni donde se unía con la vía Latina. Las estaciones que aparecen en el Itinerario Antonino son las siguientes:

## Itinerario de la vía Prenestina
- Gabii
- Praeneste (Preneste)
- Sub Anagnia (Anagni)